# John Lockwood (martyr)
Pour les articles homonymes, voir Lockwood.
John Lockwood, né en 1555 dans le Yorkshire et mort le 13 avril 1642 à York en Angleterre, est un prêtre catholique anglais, accusé de trahison et exécuté. 

## Biographie
Probablément issu d'une famille restée fidèle à l'Église catholique il part pour le continent en 1570 accompagné de son frère Francis. Il rejoignent le collège anglais de l'université de Reims ou encore le dit collège anglais de Douai alors installé à Reims. Son frère y est ordonné prêtre en 1587. Lui, après un premier cycle de philosophie, part pour le collège anglais de Rome en 1594 où il termine sa théologie et est ordonné prêtre à son tour en 1597. L'année suivante, il retourne en Angleterre avant d'être, quelques années après en 1610, arrêté et exilé. Comme la plupart de ses confrères exilés il trouve le moyen de revenir clandestinement en Angleterre et réussit pendant plus de 30 à accomplir son ministère de prêtre dans son pays natal tout en se cachant. Il est finalement à nouveau arrêté en 1642 alors qu'il se cachait à Gatenby chez Bridget Gatendy. Avec lui est capturé Edmund Catherick. Tous deux sont condamnés à mort. Reconnu coupable de trahison pour avoir été ordonné prêtre sur le continent il subit le supplice réservé aux traîtres à savoir pendaison, éviscération et écartèlement. Il a alors plus de 80 ans.

## Vénération
Reconnu comme un martyr catholique, John Lockwood fut béatifié en 1929 par le pape Pie XI. Figurant dans la liste des martyrs de Douai il est vénéré par l'Église catholique le 13 avril.